# Wendell Corey
Wendell Reid Corey (Dracut, 20 maart 1914 – Woodland Hills, 8 november 1968) was een Amerikaans acteur. Hij was voorzitter van de Academy of Motion Picture Arts and Sciences en bestuurslid van de Screen Actors Guild. Ook zetelde hij in de gemeenteraad van Santa Monica.

## Biografie
Corey werd geboren op 20 maart 1914 in Dracut (Massachusetts) als zoon van Milton Rothwell Corey en Julia Etta McKenney. Zijn vader was een geestelijke en acteur die in Rawhide speelde als Dr. Tucker. Wendell liep school in Springfield (Massachusetts). Na zijn middelbare school verkocht hij wasmachines en ijskasten in een grootwarenhuis. Tezelfdertijd acteerde hij ook bij een theatergezelschap in Springfield. Vervolgens ging hij fulltime aan de slag bij een gezelschap in Holyoke, waar hij het acteren, regisseren en produceren verder onder de knie kreeg.
Tijdens een optreden als de cynische krantenreporter in het toneelstuk Dream Girl van Elmer Rice werd hij opgemerkt door filmproducent Hal Wallis, die hem overtuigde om naar Hollywood te trekken en een contract bij Paramount te tekenen. Zijn filmdebuut was in 1947 als gangster in de film noir Desert Fury met in de hoofdrollen Burt Lancaster, John Hodiak, Lizabeth Scott en Mary Astor.
In 1950 speelde hij zijn eerste hoofdrol in The File on Thelma Jordon naast Barbara Stanwyck. Een van zijn meest memorabele rollen was die van Lt. Thomas Doyle in Rear Window (1954) van Alfred Hitchcock met in de hoofdrollen James Stewart en Grace Kelly. 

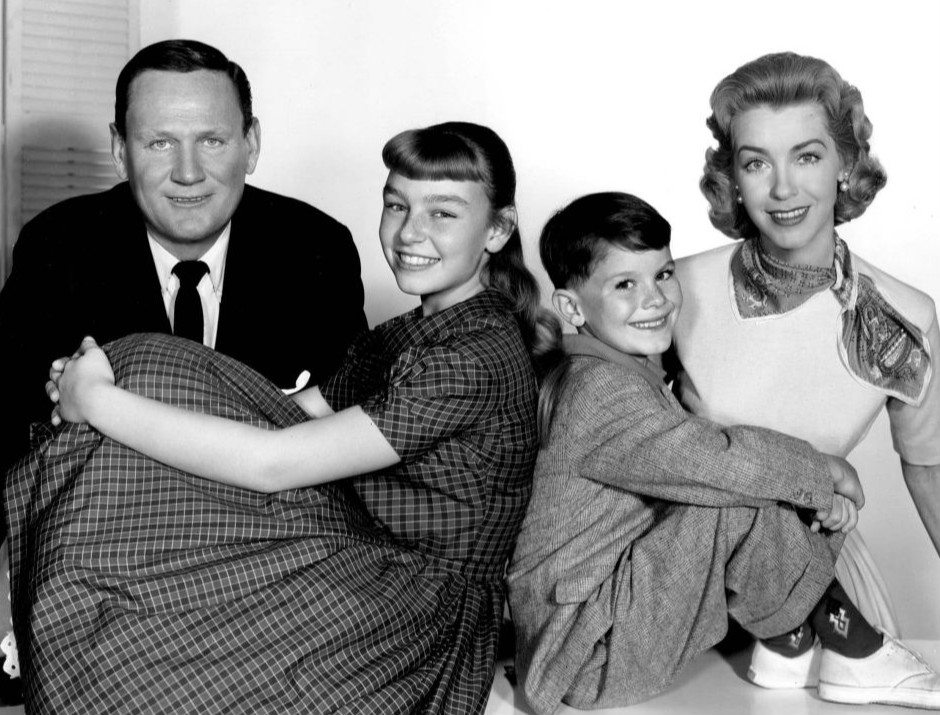
Corey en de cast van Peck's Bad Girl (1959)

Op televisie had hij een hoofdrol in de series Harbor Command en Peck's Bad Girl. Hij speelde ook regelmatig gastrollen in andere televisieseries, waaronder The Untouchables, Burke's Law, Perry Mason en The Wild Wild West. Voor zijn televisiewerk kreeg Corey een ster op de Hollywood Walk of Fame.
Naast zijn acteercarrière was Corey van 1961 tot 1963 voorzitter van de Academy of Motion Picture Arts and Sciences en lid van de raad van bestuur van de Screen Actors Guild. In april 1965 werd hij verkozen als gemeenteraadslid in Santa Monica.
In november 1939 trouwde hij met Alice Nevin, het paar kreeg vier kinderen. Corey overleed op 8 november 1968 in Woodland Hills op 54-jarige leeftijd aan een leverziekte. De meest waarschijnlijke oorzaak was wellicht levercirrose, aangezien Corey's alcoholisme algemeen bekend was.